# 阿布都热扎克·沙依木
阿布都热扎克·沙依木（1957年9月—）维吾尔族，新疆柯坪人，中华人民共和国官员。

## 生平
1976年11月到1978年9月，在中央民族学院文化补习班学习。1978年9月参加工作。1978年9月到1982年5月，任新疆维吾尔自治区教育厅成人招生办公室干事。1982年5月至1989年5月，任新疆维吾尔自治区成人招生办公室干事。其间，1980年9月到1983年7月在新疆大学夜大汉语专业学习。1985年12月加入中国共产党。1989年5月到1992年10月，任新疆维吾尔自治区招生办公室干部。其间，1989年9月到1991年7月在新疆教育学院维吾尔文学专业学习。1992年10月到1995年2月，任新疆维吾尔自治区招生办公室副主任。1995年2月到1998年5月，任新疆教育报刊社副总编辑。其间，1995年9月到1996年7月在中央党校新疆班学习。
1998年5月到2000年1月，任新疆维吾尔自治区勤工俭学办公室主任。其间，1995年9月到1998年7月在中央党校在职研究生班经济管理专业学习。1996年12月到1998年12月，在中共温宿县委挂职担任副书记。
2000年1月到2003年3月，任中共新疆教育出版社党总支副书记、社长、副总编辑。2003年3月至2003年8月，中共新疆教育出版社党委副书记、社长、副总编辑。2003年8月起，任中共新疆社会科学院党委委员、副院长。其间，2004年9月到2005年1月在中央党校新疆班学习。
2016年9月，据新疆维吾尔自治区纪委消息，阿布都热扎克·沙依木涉嫌严重违纪，正在接受组织调查。2017年2月，经中共新疆维吾尔自治区党委批准，中共新疆维吾尔自治区纪委给予阿布都热扎克·沙依木开除党籍、开除公职处分，收缴违纪所得，将涉嫌犯罪问题移送司法机关。2017年4月，据中华人民共和国最高人民检察院网站消息，新疆维吾尔自治区人民检察院经审查决定，依法对阿布都热扎克·沙依木（副厅级）以涉嫌受贿罪立案侦查并采取强制措施。